# Celonites crenulatus
Celonites crenulatus är en stekelart som beskrevs av Morawitz 1888. Celonites crenulatus ingår i släktet Celonites och familjen Masaridae. Inga underarter finns listade.